# 紅擬雀鯛
紅擬雀鯛（Rusichthys plesiomorphus），為鱸形目鱸亞目擬雀鯛科的其中一種，分布於西印度洋肯亞外海海域，深度可達140公尺，體長可達4.1公分，背鰭硬棘1枚、背鰭軟條32-33枚、臀鰭軟條26-27枚，為熱帶海水魚，棲息在底層水域，生活習性不明。

## 擴展閱讀
維基物種上的相關：紅擬雀鯛